# Bactrocera musae
Bactrocera musae är en tvåvingeart som först beskrevs av Tryon 1927.  Bactrocera musae ingår i släktet Bactrocera och familjen borrflugor. Inga underarter finns listade.